# Kelly Craig
Kelly Craig (Montréal, 1º ottobre 1984) è una modella e attrice canadese.

## Biografia
La sua carriera di modella inizia prima del diploma conseguito (nel 2001) all'istituto privato École Sacré-Coeur de Montreal. Ha posato, nell'aprile 2006, per la rivista di moda Elle, nell'edizione canadese ed in quella del Québec. È stata testimonial per Diesel e Marionnaud Parfumeries. Per lavoro, vive fra Montreal, Parigi, Milano, New York ed il Québec.
La sua prima apparizione in una pellicola cinematografica la vede come controfigura acrobatica della collega modella e attrice Bridget Moynahan, in Le ragazze del Coyote Ugly, uscito nel 2000. La sua prima interpretazione è stata, nel 2007, nel film 300, adattamento dell'omonimo fumetto di Frank Miller. Proprio in 300, a Kelly è stato affidato il ruolo dell'Oracolo, una giovane spartana usata dagli Efori per vaticinare il futuro. Sebbene in tale pellicola appaia brevemente, l'immagine di lei in stato di trance indotto dalle droghe, è stata impiegata per una delle locandine che all'epoca pubblicizzarono 300; nel film, la Craig esegue un balletto sott'acqua, successivamente rallentato ed accelerato ad hoc in post produzione, al fine di ottenere un certo impatto visivo.

## Agenzie
- Brave Model Management - Milano
- Promod Model Agency - PMA
- View Management - Barcellona
- Cream Model Management
- Folio - Montréal e Tokio
- New Madison Models - Francia
- Chadwicks - Sydney
- IMG Models - Londra
- Union Models - Londra

## Filmografia
- Le ragazze del Coyote Ugly (2000)
- 300 (2007)